# Zschopau (řeka)
Zschopau [čopau], česky Sapava nebo Šopava, je řeka v Německu, která pramení v Krušných horách a protéká po celé své délce spolkovou zemí Sasko. Délka toku je 128 km. Plocha povodí měří 1 847 km².

## Průběh toku
Řeka pramení v Krušných horách na severním úbočí Fichtelbergu v nadmořské výšce 1 125 m n. m. Teče převážně severním směrem. Ústí zleva do Freiberské Muldy u města Döbeln v nadmořské výšce 155 m.

### Větší přítoky
- levé: Greifenbach
- pravé: Sehma, Pöhlbach, Preßnitz, Flöha

## Vodní režim
Průměrný průtok u ústí činí 25 m³/s.

## Fotogalerie

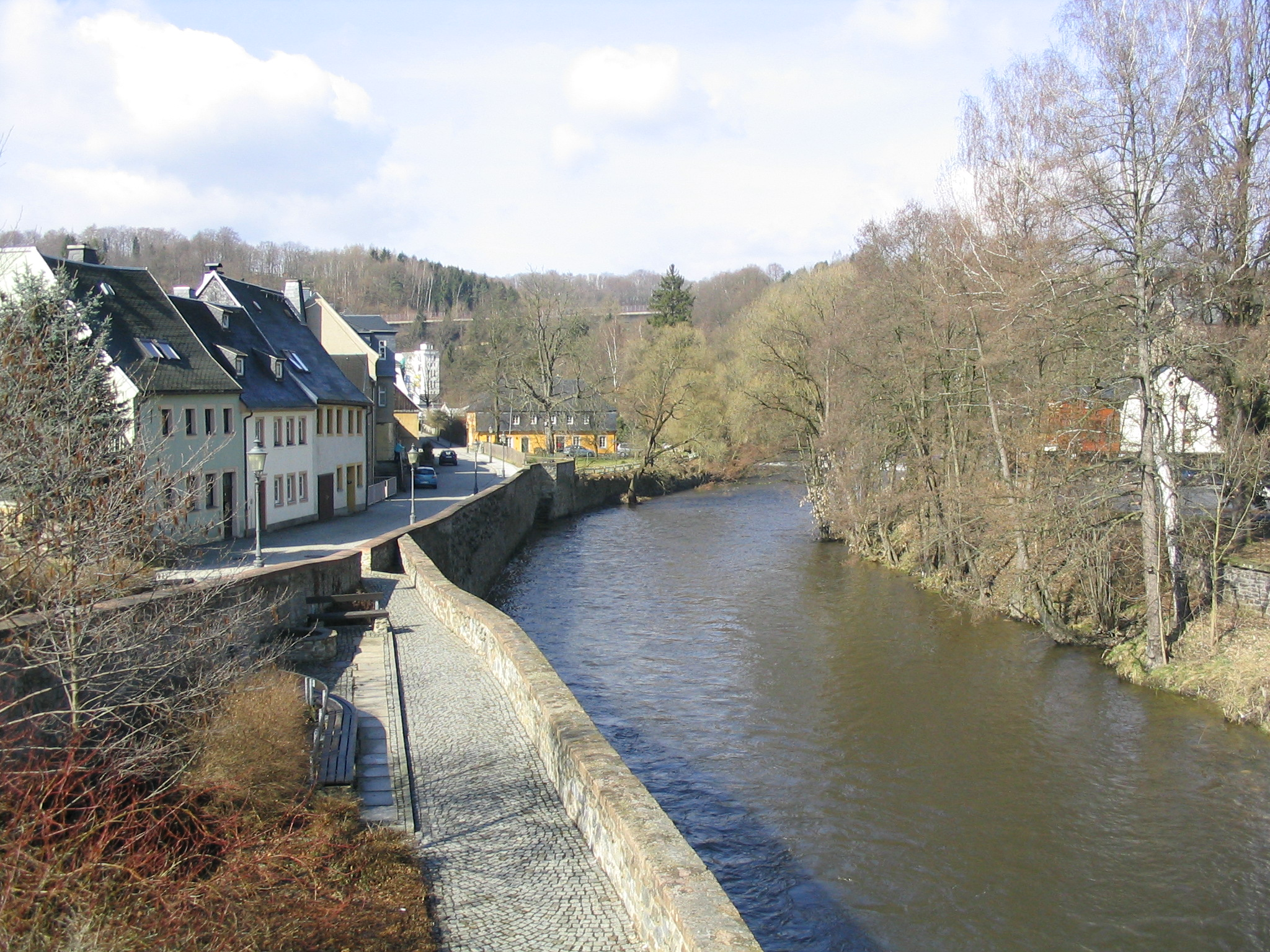
Řeka ve městě Zschopau
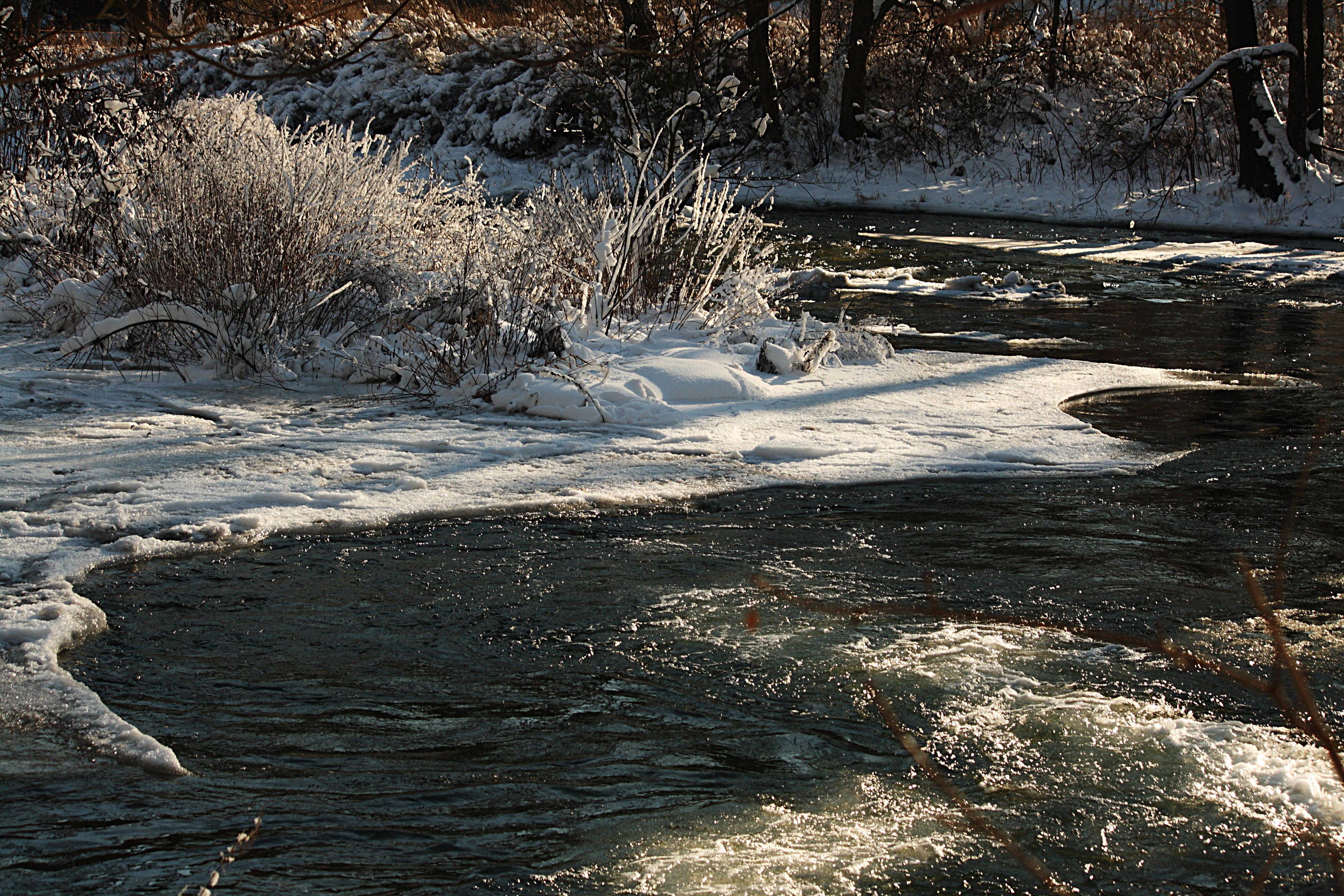
Řeka mezi Kunnersdorfem a Erdmannsdorfem
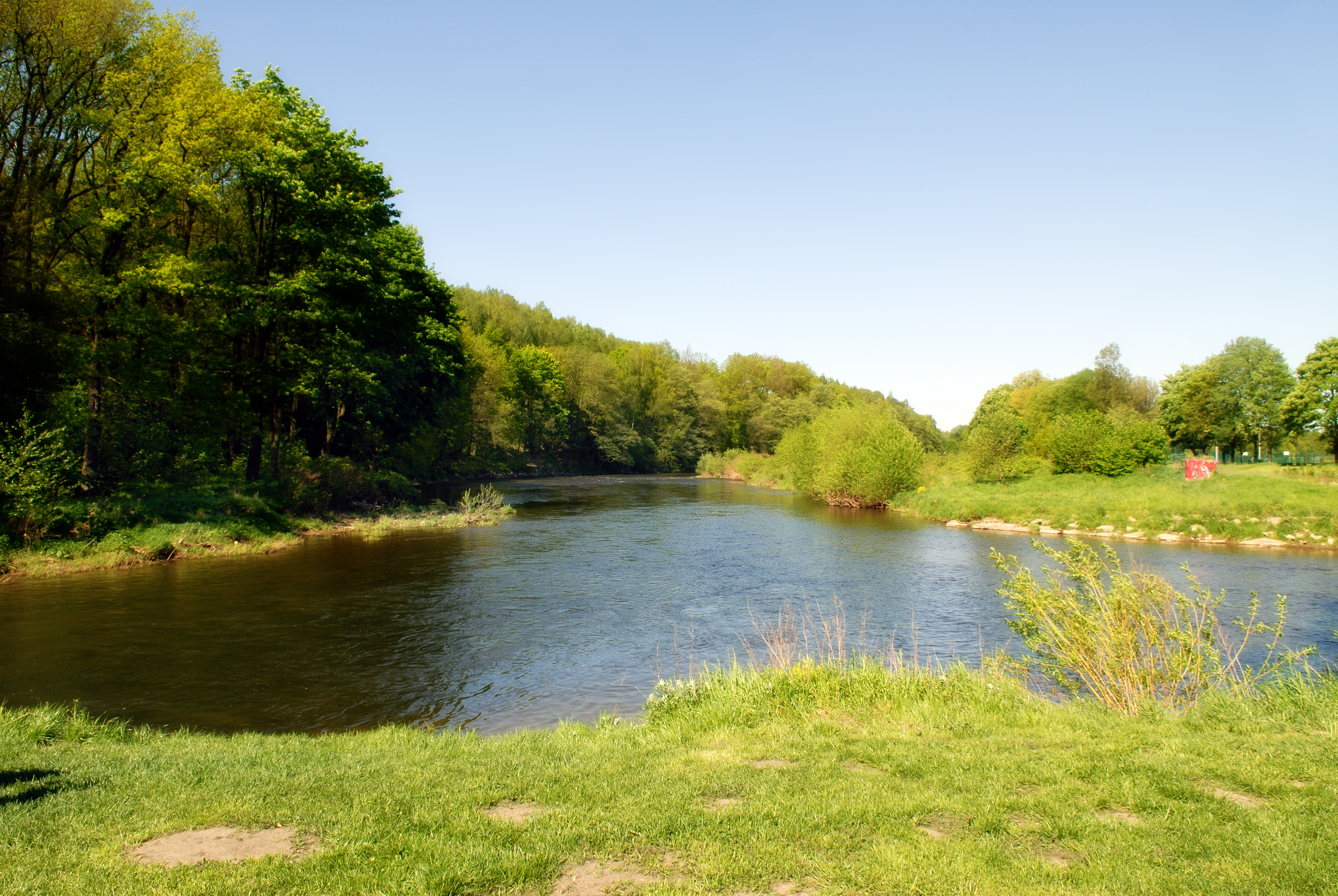
Soutok řek Zschopau a Flöha
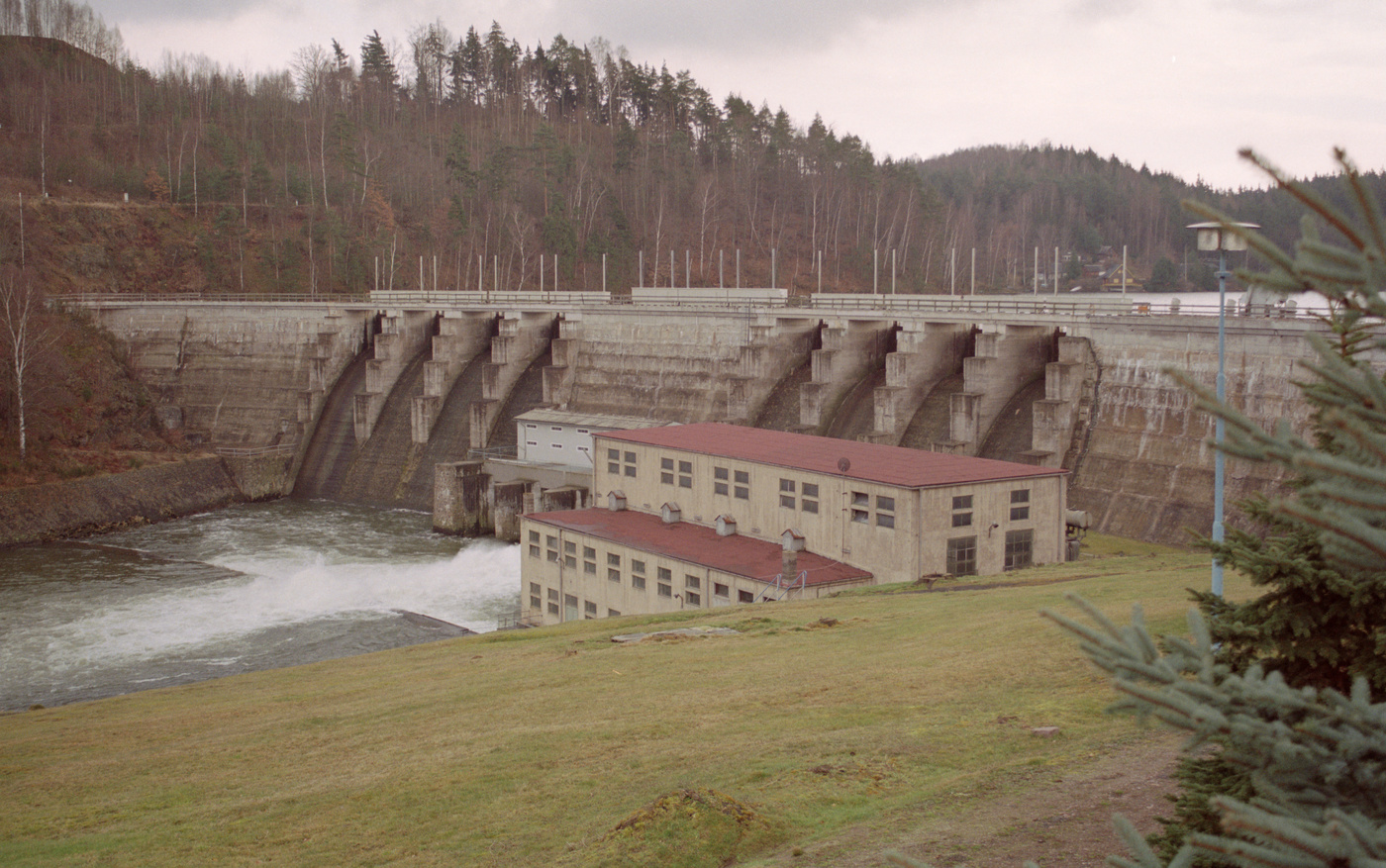
Vodní nádrž Kriebstein